# معركة طبرق
معركة طبرق هي معركة مهمة في تاريخ ليبيا و العرب والاتراك وقعت عام 1911 في طبرق ليبيا بين العثمانيين والليبين ضد الأحتلال الإيطالي بقيادة مصطفى كمال اتاتورك والتي انتصر فية الليبين والأتراك على إيطاليا. في اشتباكات بسيطة بين 200 من المتطوعين الليبين أمام 2000 جندي إيطالي واشتهرت المعركة ببزوغ وظهور الرئيس التركي مصطفى كمال أتاتورك القائد الصغير حين ذاك والقائد الرئيسي لتلك المعركه هو الشيخ المبري ياسين العبيدي
.